# Long Range Mountains
Long Range Mountains (mikmacky Mekapiisk) je horské pásmo v západní části kanadského ostrova Newfoundland. Nejvyšším vrcholem pohoří i celého ostrova je The Cabox (814 metrů nad mořem). Long Range Mountains jsou nejsevernějším výběžkem Appalačského pohoří, vznikly v období kaledonského vrásnění a tvoří je převážně rula, žula a dolerit. Na mořském pobřeží se vytvářejí fjordy. Podnebí je chladné a vlhké (průměrná roční teplota dosahuje 4 °C), časté jsou mlhy a sněžení. Většinu území pokrývají vřesoviště, roste zde mamota a smrk černý. Nejvýznamnější řekou je Humber. V pohoří se nachází národní park Gros Morne, který patří mezi světové dědictví. Název Long Range Mountains nese také kanadský volební obvod. Největším městem v regionu je Corner Brook.